# 乌尔里希·艾克
乌尔里希·艾克（德語：Ulrich Eicke，1952年2月18日—），德国男子皮划艇运动员。他曾代表西德参加1976年和1984年夏季奥林匹克运动会皮划艇比赛，其中1984年奥运会获得一枚金牌。